# NEXT-RAD 超発掘!尖ったキッズたち
『NEXT-RAD 超発掘!尖ったキッズたち』（ネクストレッド ちょうはっくつ!とがったキッズたち）は、ニッポン放送で2020年10月5日（4日深夜）から放送されているラジオのオーディション番組。

## 概要
そもそもは、ニッポン放送で、月曜未明の時間帯に『max matsuura 仕事が遊びで遊びが仕事』を放送してきたが、この番組のパーソナリティをしていた松浦勝人が、2020年4月27日（26日深夜）の放送分から、新型コロナウイルスの感染の拡大に伴い、スタジオ収録に来ないまま、2020年9月28日（27日深夜）の放送分をもって番組が終了し、月曜未明の時間帯に新しいラジオのオーディション番組を編成することになったものだった。
この番組では、1954年7月15日に開局して以来、ラジオコンテンツの最先端をひた走ってきたニッポン放送が、放送作家の北本かつらとプロデューサーの冨田明宏を迎え、「未来のインフルエンサー」を発掘・開発するラジオのオーディション番組である。具体的には、「才能豊かな若者＝尖ったキッズ」を見つけ出して、「バズる魅力」を紹介していくもの。
放送開始当初は、月曜未明に放送されていたが、その半年後の2021年4月改編をもって、毎週日曜日の20:40-21:00の放送枠に放送時間を変更して、放送されている（もっとも、ニッポン放送ショウアップナイターとの関係でほとんど放送されていない）。

## 放送時間

### 現在
- 毎週日曜日 20:50 - 21:10（2023年4月2日 - ）

### 過去
- 毎週月曜日 1:00 - 1:30（日曜深夜）（2020年10月4日 - 2021年3月28日）
- 毎週日曜日 20:40 - 21:00（2021年4月4日 - 2022年3月27日）[3]
- 毎週日曜日 21:20 - 21:40（2022年4月3日 - 2023年3月26日）

## 出演者
- 北本かつら（放送作家）
- 冨田明宏（プロデューサー）